# (14819) Nikolaylaverov
(14819) Nikolaylaverov ist ein im Hauptgürtel gelegener Asteroid, der am 25. Oktober 1982 von der ukrainisch-sowjetischen Astronomin Ljudmyla Schurawlowa am Krim-Observatorium (Sternwarten-Code 095) in Nautschnyj entdeckt wurde.
Der Asteroid wurde am 12. Dezember 2008 nach dem russischen Geologen, Geochemiker, Hochschullehrer und Politiker Nikolai Pawlowitsch Lawjorow (1930–2016) benannt, der lange das Moskauer Institut für Geologie der Erzlagerstätten, Petrographie, Mineralogie und Geochemie (IGEM) leitete und dort als Professor lehrte. 1987 wurde er ordentliches Mitglied der Akademie der Wissenschaften der UdSSR in der Abteilung für Geologie, Geophysik und Geochemie.